# Curtara cubana
Curtara cubana är en insektsart som beskrevs av Henry Fairfield Osborn 1926. Curtara cubana ingår i släktet Curtara och familjen dvärgstritar. Inga underarter finns listade i Catalogue of Life.